# Letterio D'Arrigo Ramondini
Letterio D'Arrigo Ramondini (Itala, 15 november 1849 – Messina, 18 december 1922) was een edelman en prelaat op Sicilië, in het koninkrijk Italië. 
D'Arrigo was aartsbisschop van Messina en in deze hoedanigheid had hij de titel van archimandriet van Santissimo Salvatore. Hij was de aartsbisschop ten tijde van de aardbeving die de stad dodelijk trof in 1908.

## Levensloop
D’Arrigo werd priester gewijd in 1872 door Luigi Natoli (1799-1875), de aartsbisschop van Messina. Hij keerde naar zijn geboortedorp Itala in de provincie Messina terug als parochiepriester. Vanaf 1878 was D’Arrigo kanunnik in het kapittel van de kathedraal van Messina. Hij kreeg lesopdrachten moraaltheologie in het priesterseminarie waar hij zelf student was geweest.
In 1897 benoemde paus Leo XIII hem tot aartsbisschop van Messina, na het overlijden van Giuseppe Guarino (1827-1897), de kardinaal-aartsbisschop van Messina. De aandacht van D’Arrigo ging naar de vergroting van de bibliotheek van het priesterseminarie alsook naar een hervorming van het lessenrooster. Hij schreef meerdere herderlijke brieven onder meer over de prediking.
Ten gevolge van de aardbeving van 1908 die Messina zwaar trof, zowel in menselijke als materiële tol, veranderde de rol van D’Arrigo. Zijn aandacht ging naar de zorg voor gekwetsten en daklozen. Nadien was hij bezig met de reconstructie van kerken, seminarie en aartsbisschoppelijk paleis.
Na zijn dood (1922) werd D’Arrigo opgevolgd door Angelo Paino (1870-1967), die al sinds 1916 zijn hulpbisschop was.